# Pałac w Miliczu
Pałac klasycystyczny w Miliczu – zabytkowy pałac w Miliczu.
Obiekt wybudowany w latach od 1797 do 1798 roku. Projektantem budowli był Karol Geissler, na zlecenie Joachima Karola Maltzana.
W 1910 roku dobudowano południowe skrzydło, w którym znajdował się dawny dom zajezdny. Obecnie w pałacu znajduje się Technikum Leśne. Budynek wyglądem przypomina zamek Sanssouci i Neues Palais w Poczdamie. W budynku zachowały się wyposażenie elipsoidalnej sali balowej z drewnianymi kolumnami jońskimi oraz kilku sal sąsiednich. Na dziedzińcu herbowym, położonym w południowym skrzydle znajdują się wmurowane herby m.in.: von Kurzbach, Maltzan, Joachima II von Maltzana, Frederikke Louise von Platen-Hallermund,  kamienne elementy pochodzące z XV i XVIII w., które wcześniej znajdowały się w dawnym zamku, oraz posąg myśliwego z 1909 r. Pałac posiada dziedziniec honorowy do którego prowadzi brama z pseudoklasycystycznymi figurkami nimf w kąpieli, oraz Dafne i Ledy z łabędziem, brama jest zbudowana z kostek żużlu wielkopiecowego (proj. Leonhard Schatzel, 1844). Na dziedzińcu zachowana fontanna z płaskorzeźbami (proj. Cornelia Paczka-Wagner, 1929).
W Miliczu urodziła się i mieszkała Maria von Maltzan.

## Panowie Milicza
- 1590-1625 – Joachim III (1559-1625) – syn Jana Bernarda I
- 1625-1628 – Joachim IV (1593-1654), Jan Bernard II (1597-1667), Wilhelm, synowie Joachima III
- 1628-1654 – Joachim IV
- 1654-1693 – Joachim Andrzej I (1630-1693) – syn Joachima IV
- 1693-1728 – Joachim Wilhelm (1661-1728) – syn Joachima Andrzeja I, od 1694 r. czeski hrabia.
- 1728-1729 – Franciszek (1698-1729) – bratanek Joachima Wilhelma
- 1729-1735 - Leopold Wilhelm (1705-1735) – brat Franciszka
- 1735-1786 – Joachim Andrzej II (1707-1786) – brat Leopolda Wilhelma
- 1786-1817 – Joachim Karol II (1733-1817) – syn Joachima Andrzeja II
- 1817-1850 – Joachim Aleksander (1764-1850) – syn Joachima Karola II
- 1850-1878 – August (1823-1878) – syn Mortimera Joachima (1793-1843)[5],  wnuk Joachima[6]
- 1878-1921 – Andrzej[7] (1863-1921) – syn Augusta
- 1921-1940 – Joachim Karol III (1905-1940)[8] – syn Andrzeja
- 1940-1945 – Jan Mortimer (ur. 1937) – syn Joachima Karola III - faktycznie Elżbieta von Zech[9][10]

## Przedstawicielka rodu
- Maria von Maltzan (1909-1997) – pisarka, biolog, lekarz weterynarii, działaczka opozycji antyhitlerowskiej

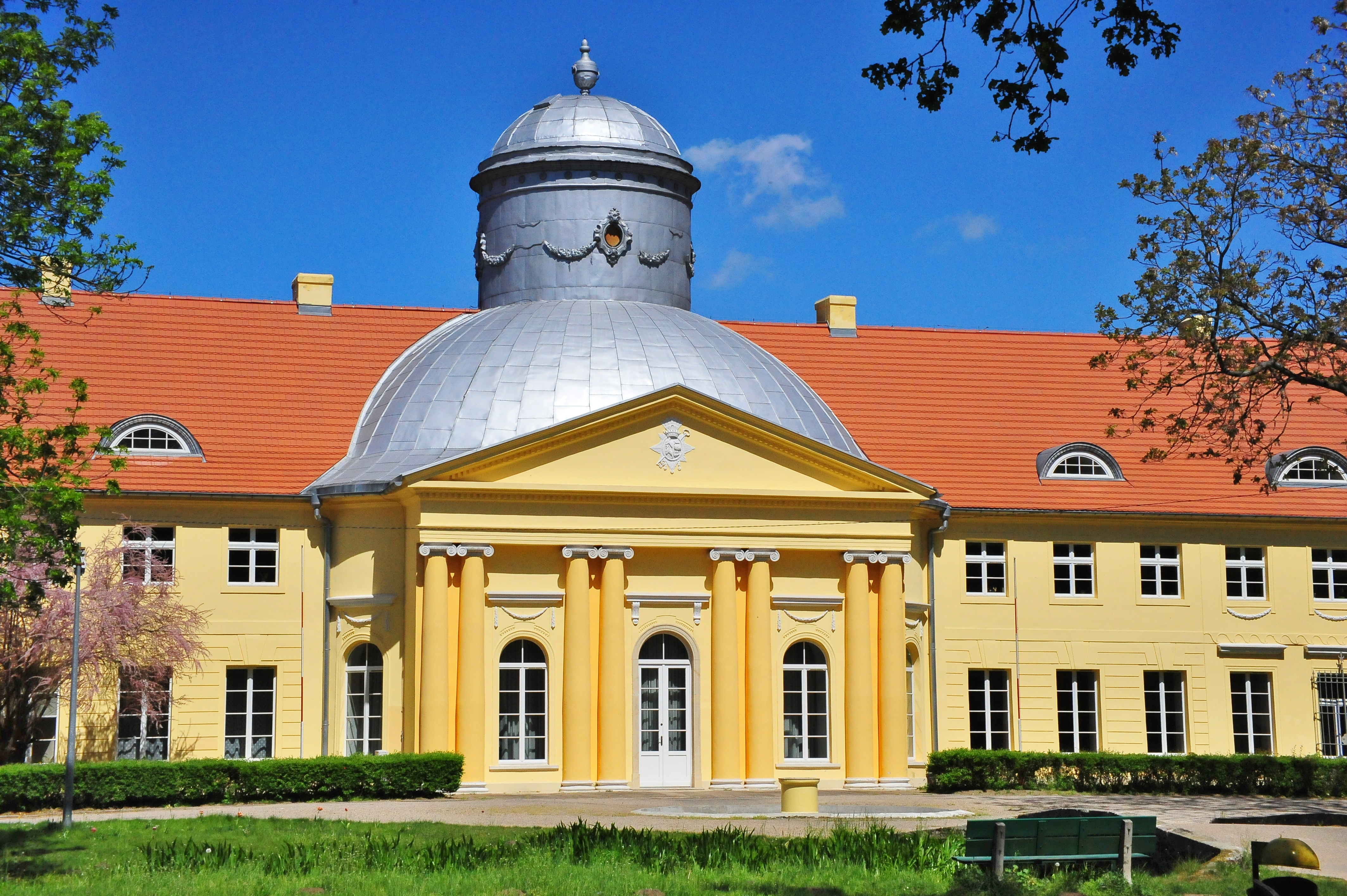
Ryzalit z herbem von Maltzan
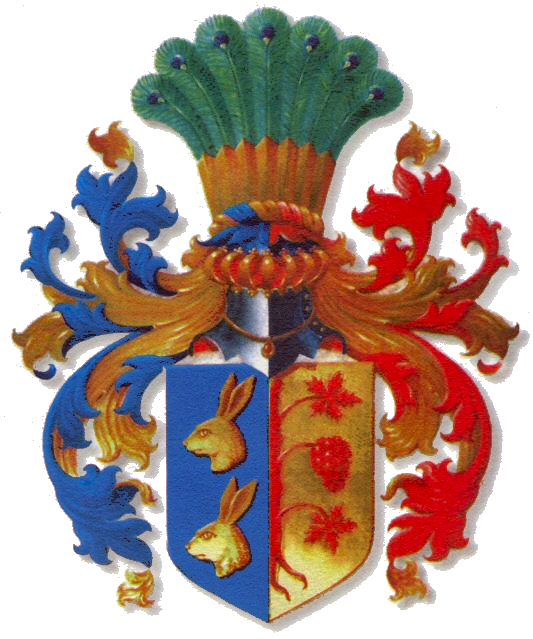
Herb von Maltzan